# Galaxi
Pour les articles homonymes, voir Galaxy.
Galaxi (aussi Galaxy) est le nom commercial d'un modèle de parcours de montagnes russes en métal produit en série par le constructeur italien S.D.C. avant sa faillite en 1993. Daniele Pinfari en fut le concepteur.
Le premier modèle fut mis en place dans les années 1970. Le modèle compact rendit le modèle très populaire et l'on compte une cinquantaine d'attractions de ce type sorti des usines italiennes, ce qui en fait l'un des modèles de montagnes russes le plus reproduit. En 2007, on comptait dix-sept exemplaires en fonction, implantés dans des parcs à travers le monde.

## Parcours
Le Galaxi possède un parcours long de 335 mètres, qui est parcouru en 122 secondes avec une vitesse de pointe de 50 km/h. L'attraction a été conçue de manière à pouvoir être démontable et transportable.

## Le saviez vous?
Dans la saison 4 des Experts, l'épisode Panique sur le grand huit tourne autour d'un Galaxi saboté. L'attraction utilisée pour le tournage est Screaming Mummy de Pharaoh's Lost Kingdom.

## Galerie

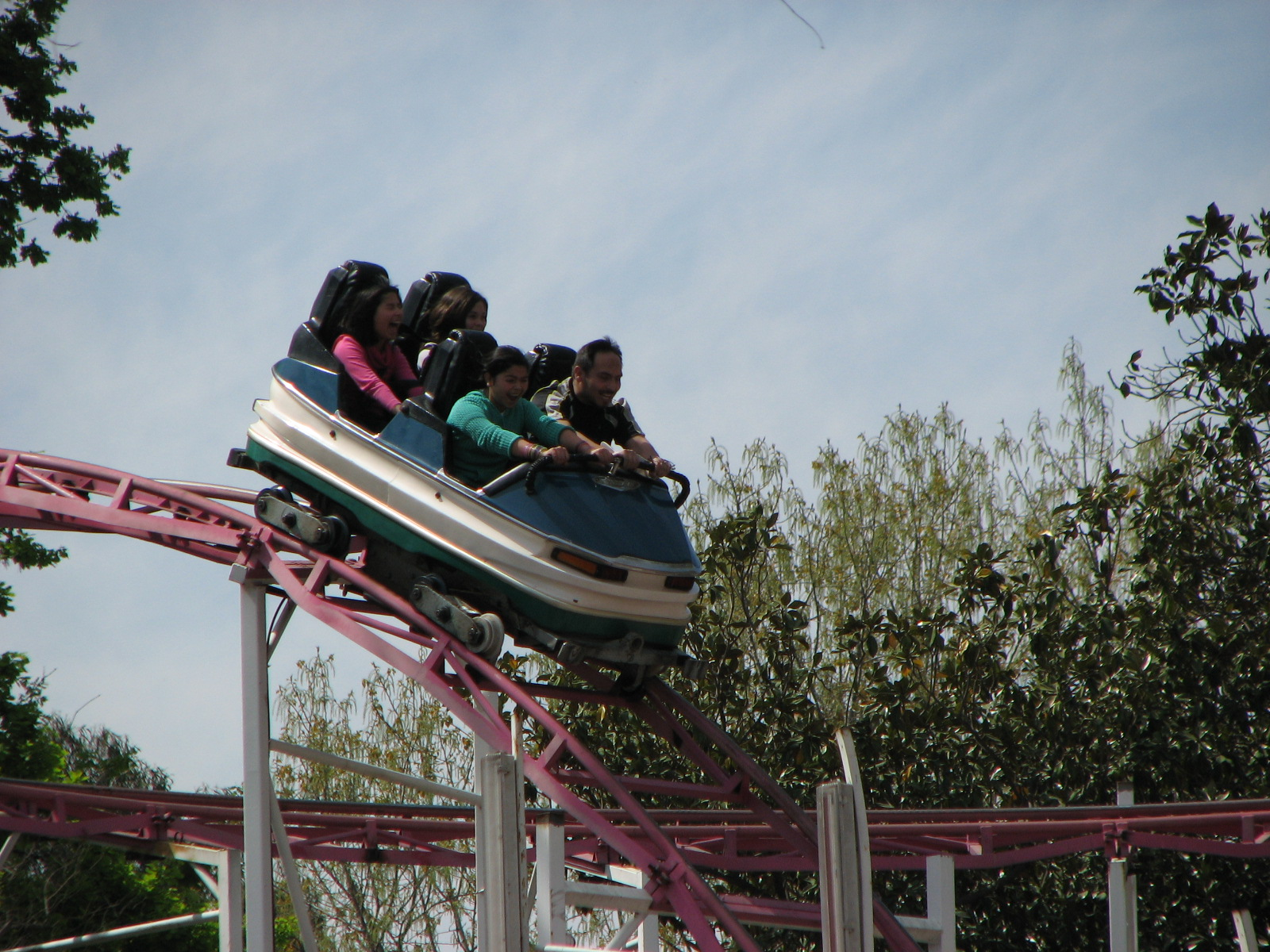
Galaxi du parc Fantasilandia.
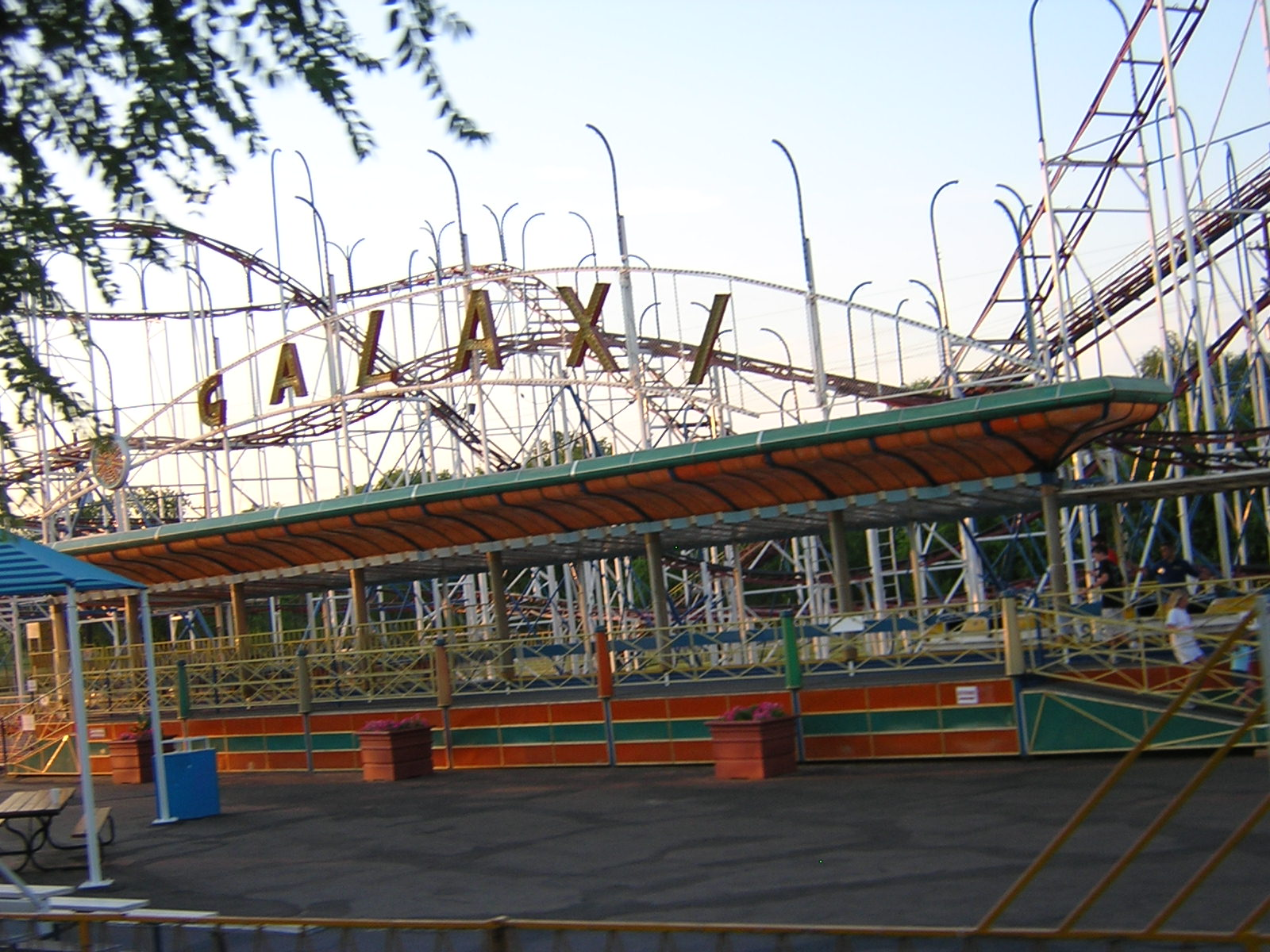
Dans le Joyland Amusement Park à Lubbock, Texas.